# Paul Ferreira
Paul Ferreira (sinh ngày 7 tháng 1 năm 1973) là một chính khách người Canada và là một trong những chính trị gia đồng tính công khai đầu tiên được bầu vào văn phòng tỉnh ở Canada. Ông cũng có biệt tài là MPP người Canada gốc Azorean đầu tiên. Ông được bầu vào Hội đồng Lập pháp Ontario với tư cách là thành viên của Đảng Dân chủ mới Ontario (NDP) vào bầu cử York South–Westonngày 8 tháng 2 năm 2007, nhưng đã bị đánh bại trong tổng tuyển cử năm 2007. Sau đó, ông giữ chức vụ chánh văn phòng cho lãnh đạo đảng Howard Hampton cho đến khi Hampton nghỉ hưu từ vị trí đó vào năm 2009. Sau đó, ông làm trợ lý đặc biệt cho nhà lãnh đạo Andrea Horwath. Vào ngày 8 tháng 2 năm 2011, Ferreira được hoan nghênh là ứng cử viên của NDP của Ontario tại York South-Weston trong cuộc bầu cử cấp tỉnh năm 2011.

## Tuổi thơ và giáo dục
Paulo (Paul) Ricardo Branco Ferreira sinh ra ở Azores vào ngày 7 tháng 1 năm 1973. Cùng với gia đình, anh di cư đến Canada vào năm 1979. Họ định cư ở Brampton, Ontario. Ông theo học các trường tiểu học và trung học ở khu vực Brampton và tiếp tục học và tốt nghiệp từ Đại học Carleton của Ottawa. Ferreira là một sinh viên tốt nghiệp danh dự của Trường Báo chí của Đại học Carleton, nơi ông nhận được giải thưởng cho sự xuất sắc trong học tập và sự tham gia của cộng đồng. Ông nói tiếng Anh, tiếng Pháp và tiếng Bồ Đào Nha.

## Đời tư
Về chuyên môn, Ferreira từng là người quản lý quan hệ thành viên với Hiệp hội Đào tạo và Phát triển Canada. Ông cũng đồng biên tập tạp chí quốc gia của xã hội, Tạp chí Học tập Canada. Từ 2001 đến 2004, Ferreira là thành viên của nhóm quản lý tại một trong những công ty tình báo kinh doanh lớn nhất Canada. Trước đây, ông là giám đốc quan hệ công chúng tại Bắc Mỹ cho một công ty đa quốc gia có trụ sở tại Anh. Ông cũng dành hai năm làm quản lý truyền thông và quan hệ truyền thông cho Hiệp hội Phát thanh viên Bắc Mỹ.